# Giro del Trentino 2009
Il Giro del Trentino 2009, trentatreesima edizione della corsa, si è svolto in quattro tappe, dal 22 al 25 aprile 2009, per un percorso totale di 538,2 km. La vittoria fu appannaggio dell'italiano Ivan Basso, che completò il percorso in 13h17'50", precedendo lo sloveno Janez Brajkovič e il polacco Przemysław Niemiec.

## Tappe
| Tappa  | Data      | Percorso                                     | km    | Vincitore di tappa | Leader cl. generale |
| ------ | --------- | -------------------------------------------- | ----- | ------------------ | ------------------- |
| 1ª     | 22 aprile | Torbole sul Garda > Arco (cron. individuale) | 17,5  | Andreas Klöden     | Andreas Klöden      |
| 2ª     | 23 aprile | Riva del Garda > Alpe di Pampeago            | 141   | Przemysław Niemiec | Janez Brajkovič     |
| 3ª     | 24 aprile | Tesero > Innervillgraten (AUT)               | 165,5 | Robert Hunter      | Janez Brajkovič     |
| 4ª     | 25 aprile | Sillian (AUT) > Peio Fonti                   | 214,2 | Danilo Di Luca     | Ivan Basso          |
| Totale | Totale    | Totale                                       | 538,2 |                    |                     |

## Dettagli delle tappe

### 1ª tappa
- 22 aprile: Torbole sul Garda > Arco – Cronometro individuale – 17,5 km

Risultati
| Pos. | Corridore       | Squadra | Tempo   |
| ---- | --------------- | ------- | ------- |
| 1    | Andreas Klöden  | Astana  | 18'21"  |
| 2    | Janez Brajkovič | Astana  | a 0'01" |
| 3    | Andrij Hrivko   | ISD     | a 0'07" |

| Pos. | Corridore       | Squadra | Tempo   |
| ---- | --------------- | ------- | ------- |
| 1    | Andreas Klöden  | Astana  | 18'21"  |
| 2    | Janez Brajkovič | Astana  | a 0'01" |
| 3    | Andrij Hrivko   | ISD     | a 0'07" |

### 2ª tappa
- 23 aprile: Riva del Garda > Alpe di Pampeago – 141 km

Risultati
| Pos. | Corridore          | Squadra                         | Tempo    |
| ---- | ------------------ | ------------------------------- | -------- |
| 1    | Przemysław Niemiec | Miche-Silver Cross              | 3h50'44" |
| 2    | Ivan Basso         | Liquigas                        | a 0'22"  |
| 3    | Giampaolo Caruso   | Ceramica Flaminia-Bossini Docce | a 0'39"  |

| Pos. | Corridore       | Squadra | Tempo |
| ---- | --------------- | ------- | ----- |
| 1    | Janez Brajkovič | Astana  | ?     |

### 3ª tappa
- 24 aprile: Tesero > Innervillgraten (Austria) – 165,5 km

Risultati
| Pos. | Corridore        | Squadra                 | Tempo    |
| ---- | ---------------- | ----------------------- | -------- |
| 1    | Robert Hunter    | Barloworld-Bianchi      | 4h09'16" |
| 2    | Stefano Garzelli | Acqua & Sapone          | s.t.     |
| 3    | Danilo Di Luca   | LPR Brakes-Farnese Vini | s.t.     |

| Pos. | Corridore       | Squadra | Tempo |
| ---- | --------------- | ------- | ----- |
| 1    | Janez Brajkovič | Astana  | ?     |

### 4ª tappa
- 25 aprile: Sillian (Austria) > Peio Fonti – 214,2 km

Risultati
| Pos. | Corridore        | Squadra                         | Tempo    |
| ---- | ---------------- | ------------------------------- | -------- |
| 1    | Danilo Di Luca   | LPR Brakes-Farnese Vini         | 4h58'19" |
| 2    | Giampaolo Caruso | Ceramica Flaminia-Bossini Docce | s.t.     |
| 3    | Stefano Garzelli | Acqua & Sapone                  | s.t.     |

| Pos. | Corridore          | Squadra            | Tempo     |
| ---- | ------------------ | ------------------ | --------- |
| 1    | Ivan Basso         | Liquigas           | 13h17'50" |
| 2    | Janez Brajkovič    | Astana             | a 0'22"   |
| 3    | Przemysław Niemiec | Miche-Silver Cross | a 0'33"   |

## Classifiche finali

### Classifica generale
| Pos. | Corridore          | Squadra                                         | Tempo     |
| ---- | ------------------ | ----------------------------------------------- | --------- |
| 1    | Ivan Basso         | Liquigas                                        | 13h17'50" |
| 2    | Janez Brajkovič    | Astana                                          | a 0'22"   |
| 3    | Przemysław Niemiec | Miche-Silver Cross                              | a 0'33"   |
| 4    | Stefano Garzelli   | Acqua & Sapone                                  | a 0'55"   |
| 5    | Domenico Pozzovivo | CSF Group-Navigare                              | a 1'08"   |
| 6    | Gilberto Simoni    | Lampre-NGC                                      | a 1'14"   |
| 7    | Giampaolo Caruso   | Ceramica Flaminia-Bossini Docce                 | a 1'18"   |
| 8    | Danilo Di Luca     | LPR Brakes-Farnese Vini                         | a 1'49"   |
| 9    | Pietro Caucchioli  | Lampre-NGC                                      | a 1'55"   |
| 10   | Jackson Rodríguez  | Serramenti PVC Diquigiovanni-Androni Giocattoli | a 2'02"   |